# Жуан IV
Жуа́н IV  (порт. João IV; 19 березня 1604 — 6 листопада 1656) — король Португалії (1640—1656). Герцог Браганський (1630—1645). Перший представник Браганського дому на троні. Син браганського герцога Теодозіу II. Нащадок португальського короля Жуана I з Авіської династії у 9-му поколінні.

Відновив незалежність Португалії від Кастилії. Складна економічна ситуація, поразки Іспанії у війнах, захоплення португальських колоній голландцями — Бразилії, Сан-Томе, Анголи — все більше викликало незадоволення усіх верств населення Португалії. Першим сигналом було повстання у 1637-1638 роках у м. Евора. Фактом, що підштовхнуло до початку боротьби за незалежність, було повстання у 1640 році в Каталонії. Значні іспанські сили залучалися для його придушення. 1 грудня 1640 року 40 заколотників захопили королівський палац у Лісабоні, змусили намісницю Португалії Маргариту зректися посади.

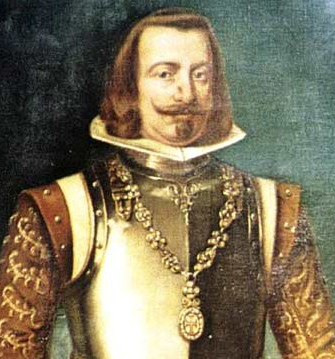
Король Португалії Жуан IV, Військовий музей (Лісабон)

15 грудня 1640 року відбулася офіційна церемонія коронації Жуана IV. Незабаром, вже до кінця місяця, уся Португалія перейшла на бік нового короля. До січня 1641 року Португалія фактично здобула незалежність. Кортеси в Лісабоні прийняли Маніфест стосовно оголошення Португалії суверенною державою. Було укладено угоди із Францією, Швецією та Нідерландами. Але Іспанія не визначала незалежність Португалії. Реставраційна війна тривала 28 років. Жуан IV не дочекався визнання з боку іспанських королів, яке відбулося у 1668 році. Прізвисько — Реставра́тор, Віднови́тель (порт. o Restaurador).

## Імена
- Жуа́н IV (порт. João IV, ст.-порт. Joham IV) — у португальських джерелах.
- Жуа́н IV Аві́ський (порт. João IV de Avis) — за назвою династії.
- Жуа́н Віднови́тель (порт. João, o Restaurador) — за прізвиськом.
- Жуа́н IV Португа́льський (порт. João IV de Portugal) — за назвою країни.
- Жуа́н Реставра́тор (порт. João, o Restaurador) — за прізвиськом.
- Іва́н IV, Іоа́нн IV (лат. Ioannes IV), або Йога́нн IV (сер. лат. Johannes IV) — у латинських джерелах.
- Хуа́н IV (ісп. Juan IV) — у кастильських, іспанських джерелах.

## Родина
Дружина — Луїза Франсиска де Гусман-і-Сандоваль, донька герцога Медіни Сідонії.
Діти:
- Теодосіо (1634—1653)
- Анна (1635)
- Жуана (1636—1653)
- Катарина (1638—1705) — дружина Карла II, короля Англії
- Мануель (1640)
- Афонсу VI
- Педру II
- Один бастард